# Bowdoinham (Maine)
Bowdoinham es un pueblo ubicado en el condado de Sagadahoc en el estado estadounidense de Maine. En el Censo de 2010 tenía una población de 2.889 habitantes y una densidad poblacional de 28,45 personas por km².

## Geografía
Bowdoinham se encuentra ubicado en las coordenadas 44°2′3″N 69°52′1″O / 44.03417, -69.86694. Según la Oficina del Censo de los Estados Unidos, Bowdoinham tiene una superficie total de 101.54 km², de la cual 89.1 km² corresponden a tierra firme y (12.25%) 12.43 km² es agua.

## Demografía
Según el censo de 2010, había 2.889 personas residiendo en Bowdoinham. La densidad de población era de 28,45 hab./km². De los 2.889 habitantes, Bowdoinham estaba compuesto por el 95.29% blancos, el 0.69% eran afroamericanos, el 0.55% eran amerindios, el 0.97% eran asiáticos, el 0% eran isleños del Pacífico, el 0.17% eran de otras razas y el 2.32% pertenecían a dos o más razas. Del total de la población el 1.04% eran hispanos o latinos de cualquier raza.